# Ancylis badiana
Ancylis badiana là một loài bướm đêm thuộc họ Tortricidae. Nó được tìm thấy ở Palearctic ecozone.
Sải cánh dài 12–16 mm. Con trưởng thành bay từ cuối tháng 4 đến tháng 6 và again từ tháng 7 đến tháng 9 làm hai đợt, although this might be dependent on the location.
Ấu trùng ăn Trifolium, Vicia, Lathyrus và Lythrum salicaria.

## Hình ảnh

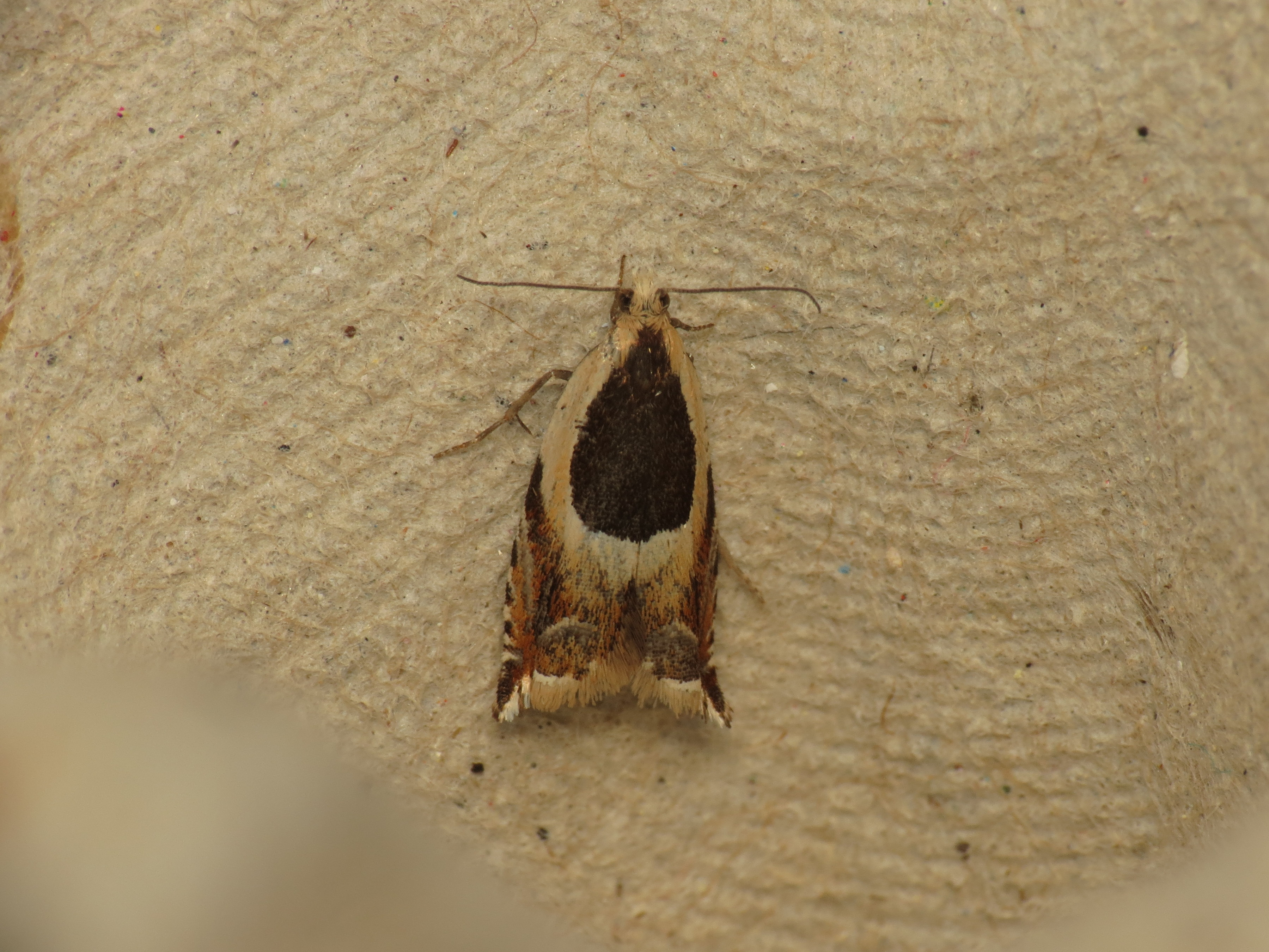
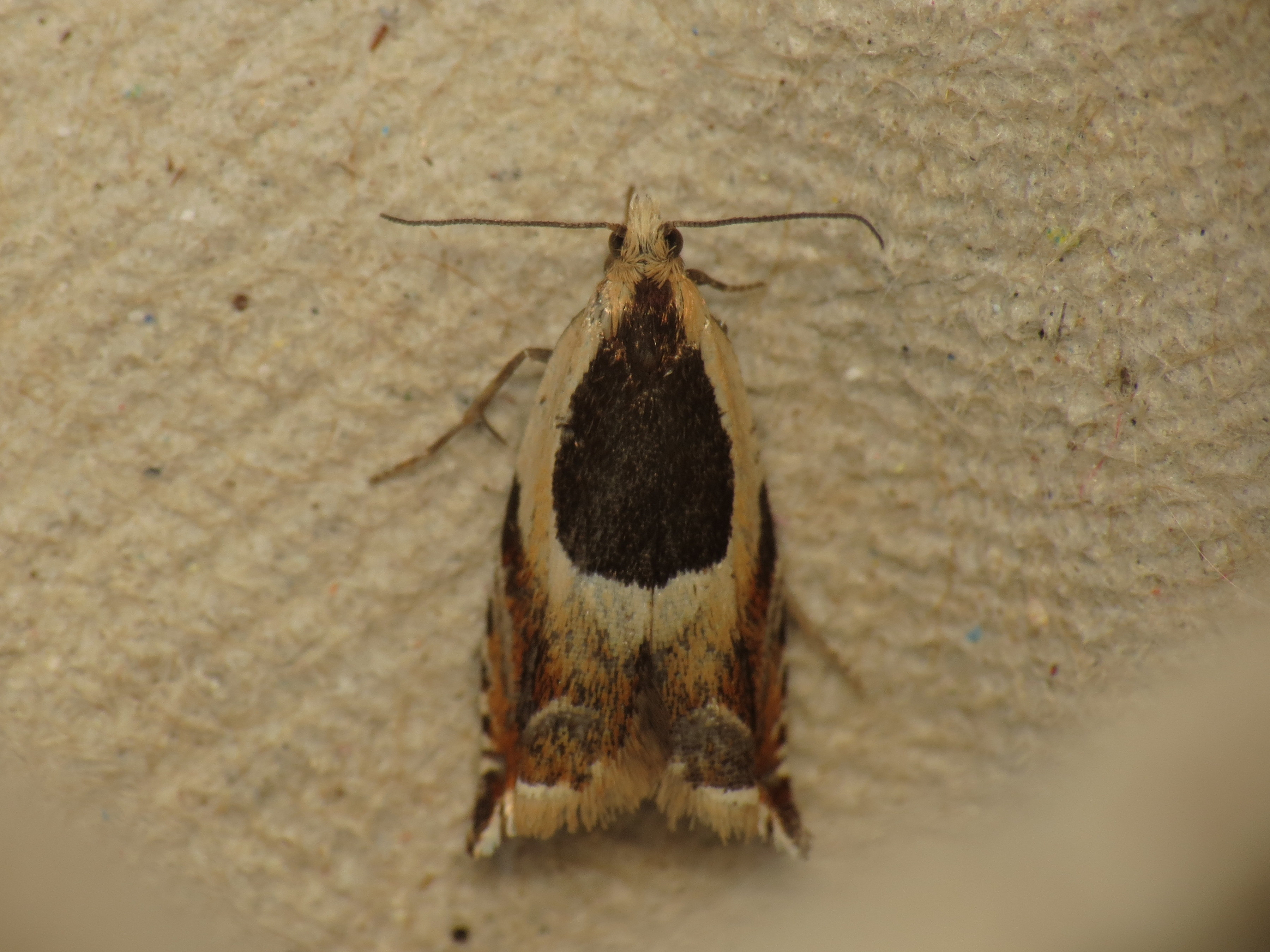
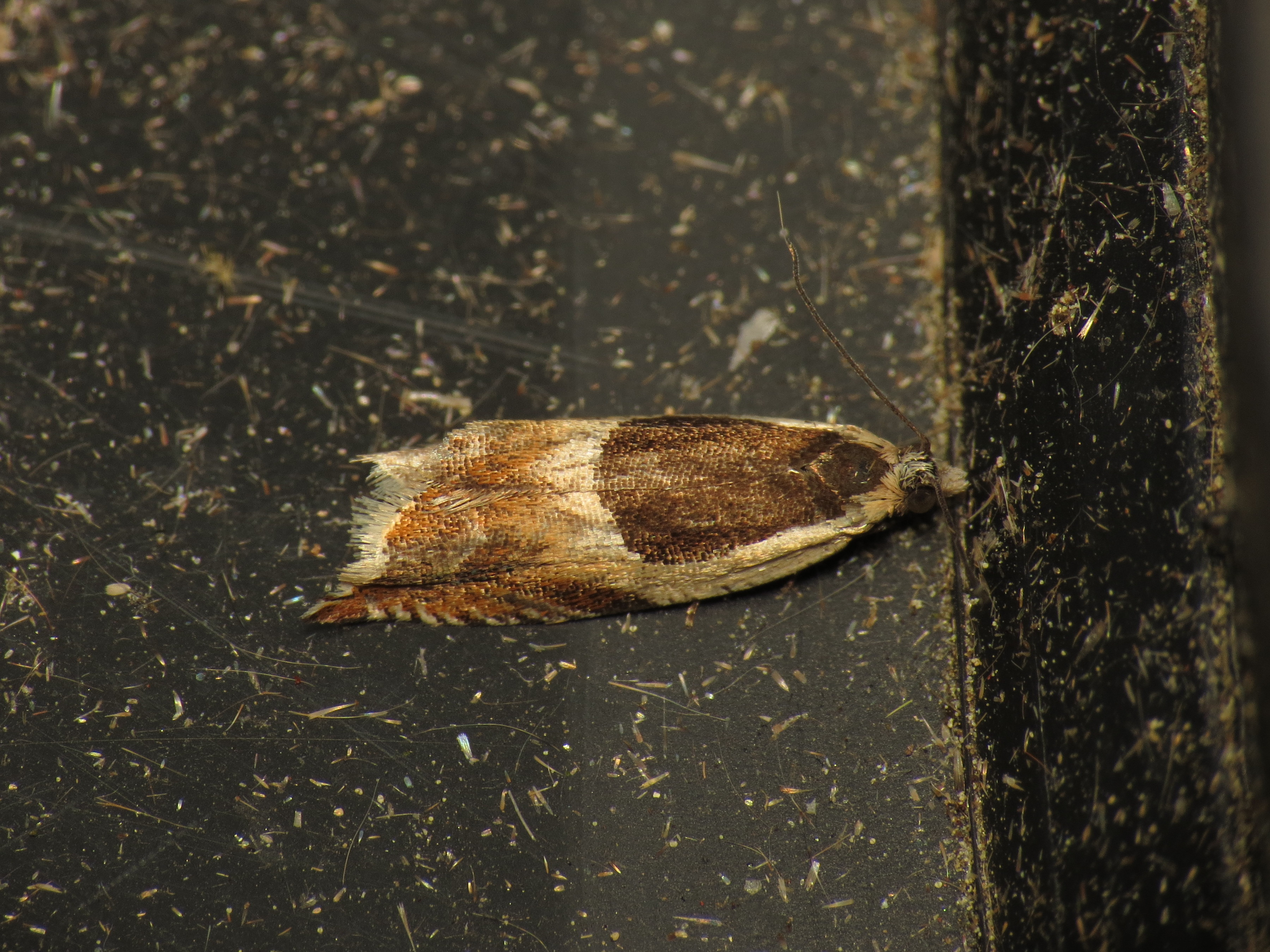
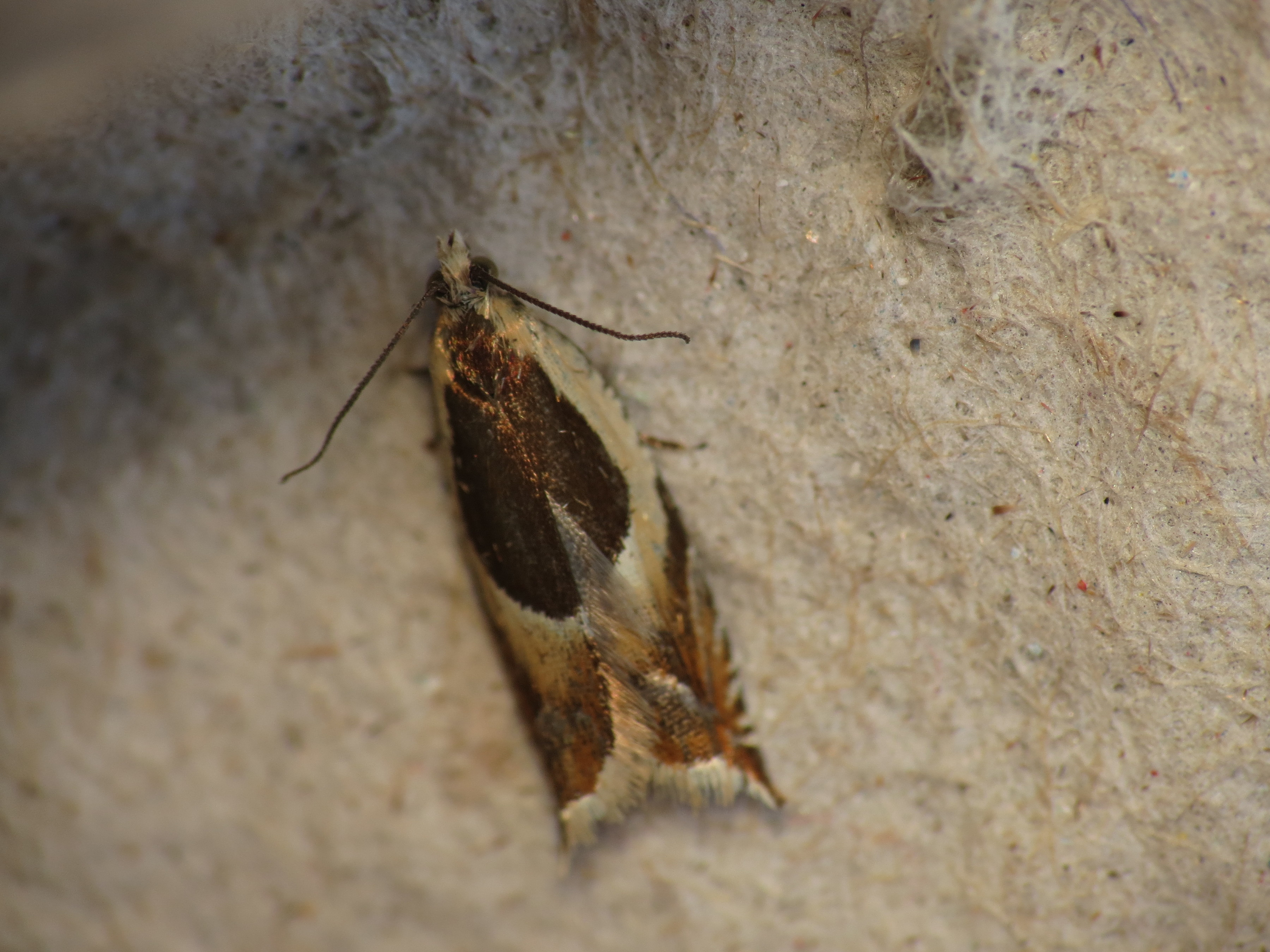